# Catlettsburg (Kentucky)
Catlettsburg es una ciudad ubicada en el condado de Boyd en el estado estadounidense de Kentucky. En el Censo de 2010 tenía una población de 1856 habitantes y una densidad poblacional de 435,63 personas por km².

## Geografía

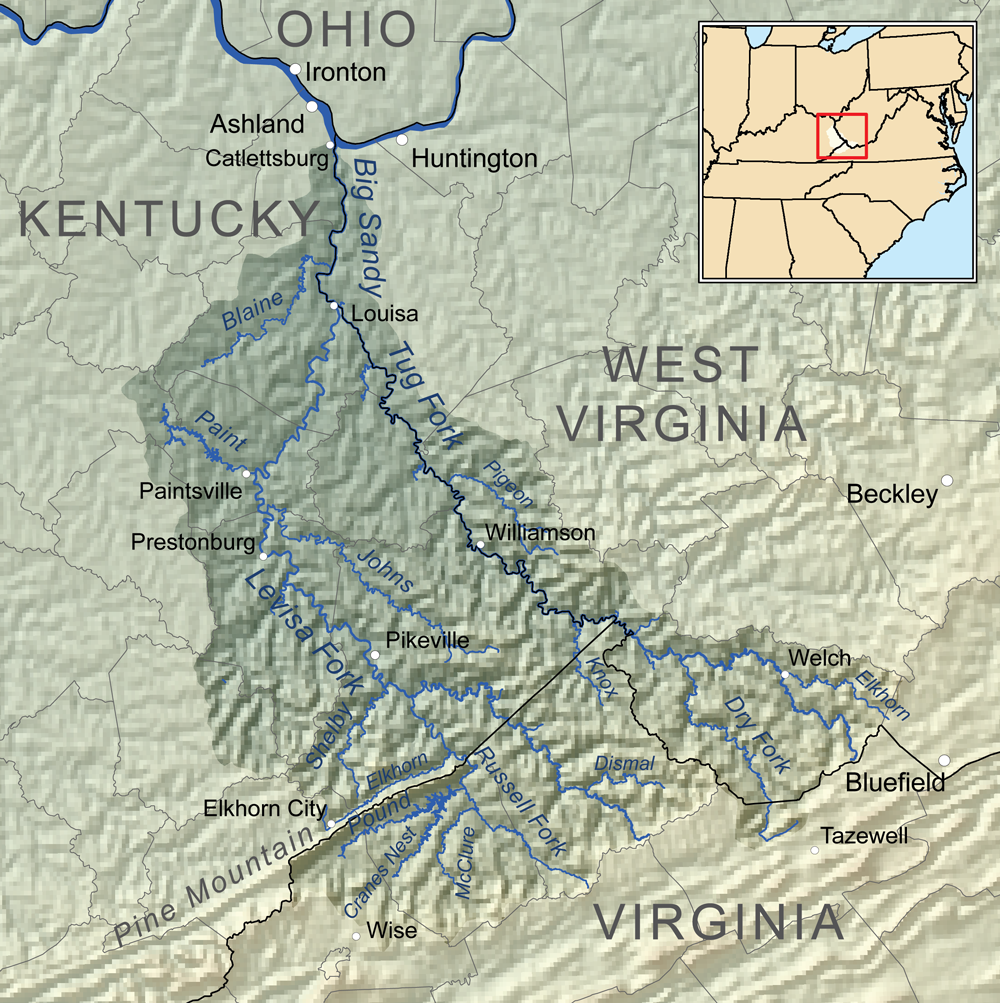
Mapa del río Big Sandy en el que aparece Catlettsburg en el lugar donde este desagua en el río Ohio

Catlettsburg se encuentra ubicada en las coordenadas 38°25′13″N 82°36′10″O / 38.42028, -82.60278, en el extremo noreste del estado, teniendo fronteras con Ohio y Virginia Occidental, por lo tanto es un trifinio. Según la Oficina del Censo de los Estados Unidos, Catlettsburg tiene una superficie total de 4.26 km², de la cual 3.23 km² corresponden a tierra firme y (24.19%) 1.03 km² es agua.

## Demografía
Según el censo de 2010, había 1856 personas residiendo en Catlettsburg. La densidad de población era de 435,63 hab./km². De los 1856 habitantes, Catlettsburg estaba compuesto por el 97.95% blancos, el 1.02% eran afroamericanos, el 0.27% eran amerindios, el 0% eran asiáticos, el 0% eran isleños del Pacífico, el 0.11% eran de otras razas y el 0.65% pertenecían a dos o más razas. Del total de la población el 0.97% eran hispanos o latinos de cualquier raza.